# Granspèiras
Grospierres és un municipi francès situat al departament de l'Ardecha i a la regió d'Alvèrnia-Roine-Alps. L'any 2007 tenia 816 habitants.

## Demografia

### Població
El 2007 la població de fet de Grospierres era de 816 persones. Hi havia 348 famílies de les quals 112 eren unipersonals (56 homes vivint sols i 56 dones vivint soles), 124 parelles sense fills, 76 parelles amb fills i 36 famílies monoparentals amb fills.
La població ha evolucionat segons el següent gràfic:
Habitants censats

### Habitatges
El 2007 hi havia 1.165 habitatges, 367 eren l'habitatge principal de la família, 764 eren segones residències i 34 estaven desocupats. 848 eren cases i 316 eren apartaments. Dels 367 habitatges principals, 288 estaven ocupats pels seus propietaris, 66 estaven llogats i ocupats pels llogaters i 13 estaven cedits a títol gratuït; 3 tenien una cambra, 28 en tenien dues, 94 en tenien tres, 119 en tenien quatre i 123 en tenien cinc o més. 350 habitatges disposaven pel capbaix d'una plaça de pàrquing. A 210 habitatges hi havia un automòbil i a 135 n'hi havia dos o més.

### Piràmide de població
La piràmide de població per edats i sexe el 2009 era:
| Homes | Edats   | Dones |
| ----- | ------- | ----- |
| 0     | 95 o +  | 4     |
| 0     | 90 a 94 | 0     |
| 8     | 85 a 89 | 12    |
| 0     | 80 a 84 | 0     |
| 20    | 75 a 79 | 8     |
| 24    | 70 a 74 | 20    |
| 36    | 65 a 69 | 28    |
| 24    | 60 a 64 | 20    |
| 24    | 55 a 59 | 28    |
| 16    | 50 a 54 | 16    |
| 16    | 45 a 49 | 8     |
| 28    | 40 a 44 | 24    |
| 32    | 35 a 39 | 32    |
| 4     | 30 a 34 | 16    |
| 8     | 25 a 29 | 12    |
| 4     | 20 a 24 | 12    |
| 20    | 15 a 19 | 8     |
| 16    | 10 a 14 | 16    |
| 20    | 5 a 9   | 36    |
| 24    | 0 a 4   | 4     |

## Economia
El 2007 la població en edat de treballar era de 487 persones, 326 eren actives i 161 eren inactives. De les 326 persones actives 272 estaven ocupades (158 homes i 114 dones) i 54 estaven aturades (21 homes i 33 dones). De les 161 persones inactives 68 estaven jubilades, 41 estaven estudiant i 52 estaven classificades com a «altres inactius».

### Ingressos
El 2009 a Grospierres hi havia 349 unitats fiscals que integraven 771 persones, la mediana anual d'ingressos fiscals per persona era de 15.693 €.

### Activitats econòmiques
Dels 66 establiments que hi havia el 2007, 2 eren d'empreses de fabricació d'altres productes industrials, 17 d'empreses de construcció, 11 d'empreses de comerç i reparació d'automòbils, 1 d'una empresa de transport, 16 d'empreses d'hostatgeria i restauració, 1 d'una empresa d'informació i comunicació, 2 d'empreses financeres, 6 d'empreses immobiliàries, 4 d'empreses de serveis, 3 d'entitats de l'administració pública i 3 d'empreses classificades com a «altres activitats de serveis».
Dels 28 establiments de servei als particulars que hi havia el 2009, 1 era una oficina de correu, 1 taller de reparació d'automòbils i de material agrícola, 9 paletes, 4 guixaires pintors, 1 fusteria, 2 lampisteries, 1 electricista, 1 empresa de construcció, 7 restaurants i 1 agència immobiliària.
Dels 3 establiments comercials que hi havia el 2009, 1 era una botiga de més de 120 m², 1 una fleca i 1 una botiga de mobles.
L'any 2000 a Grospierres hi havia 23 explotacions agrícoles que ocupaven un total de 602 hectàrees.

## Equipaments sanitaris i escolars
El 2009 hi havia 1 escola maternal i 1 escola elemental.

## Poblacions més properes
El següent diagrama mostra les poblacions més properes.